# Tamms (Illinois)
Tamms es una villa ubicada en el condado de Alexander en el estado estadounidense de Illinois. En el Censo de 2010 tenía una población de 632 habitantes y una densidad poblacional de 104,64 personas por km².

## Geografía
Tamms se encuentra ubicada en las coordenadas 37°14′30″N 89°16′17″O / 37.24167, -89.27139. Según la Oficina del Censo de los Estados Unidos, Tamms tiene una superficie total de 6.04 km², de la cual 6.04 km² corresponden a tierra firme y (0%) 0 km² es agua.

## Demografía
Según el censo de 2010, había 632 personas residiendo en Tamms. La densidad de población era de 104,64 hab./km². De los 632 habitantes, Tamms estaba compuesto por el 73.1% blancos, el 23.58% eran afroamericanos, el 1.11% eran amerindios, el 0.16% eran asiáticos, el 0% eran isleños del Pacífico, el 0.16% eran de otras razas y el 1.9% pertenecían a dos o más razas. Del total de la población el 0.63% eran hispanos o latinos de cualquier raza.